# Elvis Perlaza
Elvis Yoan Perlaza Lara (Cartagena de Indias, 7 marzo 1989) è un calciatore colombiano, difensore del Santa Fe.

## Carriera

### Club
Ha giocato per gran parte della sua carriera in Categoría Primera A, la prima divisione del campionato di calcio colombiano.

### Nazionale
Nel 2009 ha giocato 3 partite con la nazionale colombiana Under-20.

## Palmarès

### Club

#### Competizioni nazionali
- Copa Colombia: 2

Independiente Medellín: 2019
Millonarios: 2022